# Jørn Lund
Jørgen "Jørn" Lund (Astrup, Mariagerfjord 26 d'agost de 1944) va ser un ciclista danès. Va destacar sobretot en la Contrarellotge per equips. El seu principal èxit fou la medalla de bronze als Jocs Olímpics de Mont-real de 1976.

## Palmarès en ruta
- 1972
  - Vencedor d'una etapa al Tour d'Algèria
- 1976
  -  Medalla de bronze als Jocs Olímpics de Mont-real en contrarellotge per equips (amb Gert Frank, Verner Blaudzun i Jørgen Hansen)

## Palmarès en pista
- 1977
  -  Campió de Dinamarca de persecució per equips